# Lars Tunbjörk

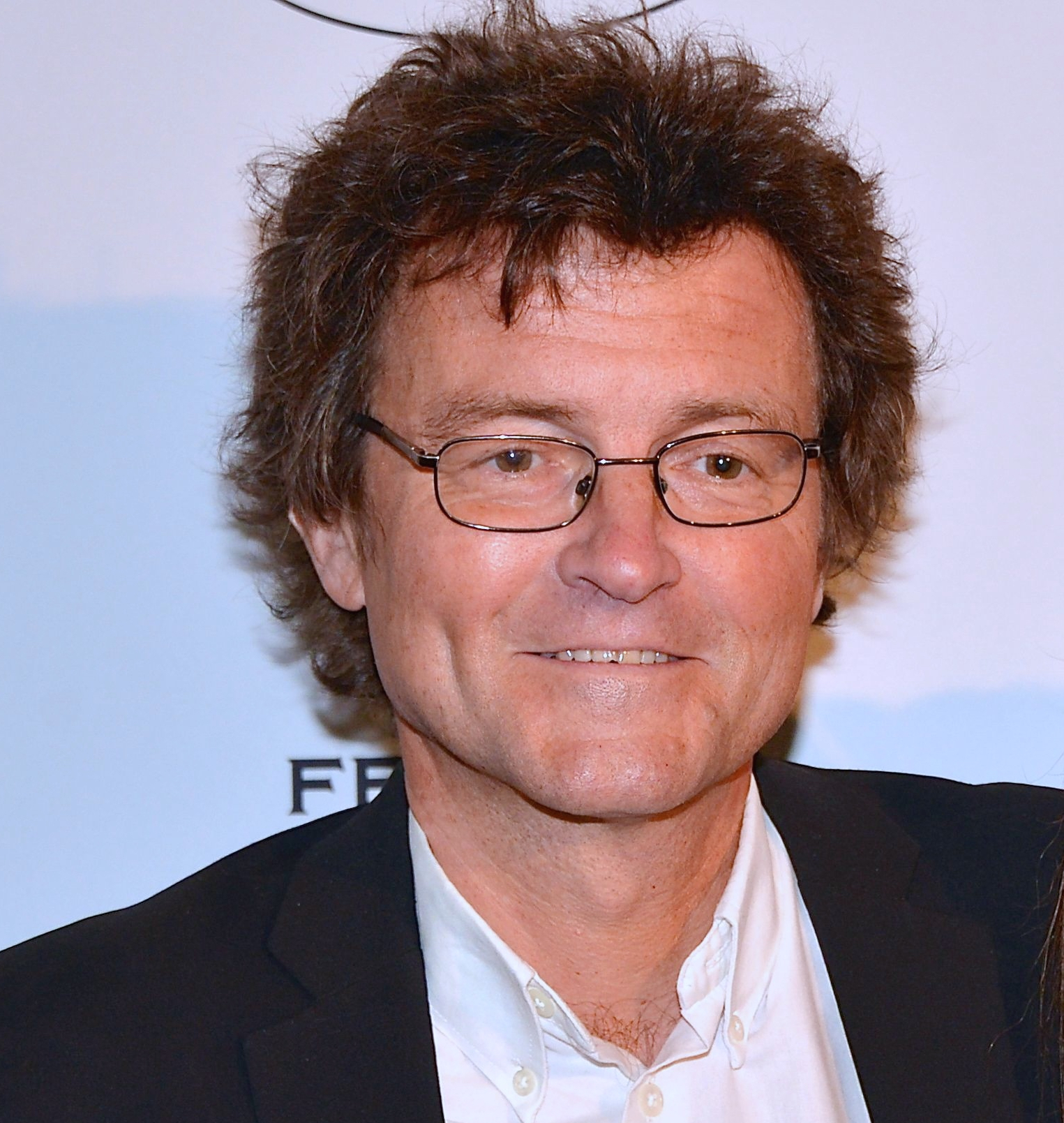
Lars Tunbjörk (2013)

Lars Tunbjörk (* 15. Februar 1956 in Borås; † 8. April 2015) war ein schwedischer Fotograf.

## Karriere
Tunbjörk begann seine Karriere bei der Zeitung Stockholms-Tidningen. Später veröffentlichte er auch in Metallarbetaren, Månadsjournalen und Upp & Ner, bevor er mit seinem Fotoband Landet utom sig/Country beside itself den internationalen Durchbruch schaffte. Die Bände Office und Home komplettierten die Trilogie, in der er die Kommerzialisierung des schwedischen Wohlfahrtsstaates kritisch dokumentierte. Seine Fotos sind besonders im Magazin der New York Times zu finden.

## Veröffentlichungen
- Landet utom sig: bilder från Sverige. Stockholm: Journal, 1993. ISBN 91-630-1834-9 (engl.:  Country Beside Itself: Pictures from Sweden)
- Office/Kontor. Stockholm: Journal, 2001. ISBN 91-973629-7-2
- Home. Göttingen: Steidl, 2002. ISBN 3-88243-868-1

## Einzelausstellungen
- 1989: Fotograficentrum, Göteborg, Schweden
- 1990: Galleri Mira, Stockholm, Schweden
- 1991: Fotohuset, Göteborg, Schweden
- 1993: Hasselblad Center, Göteborg, Schweden
- 1993: Fotomässan, Göteborg, Schweden
- 1994: Nordiska museet, Stockholm, Schweden
- 1994: Bildmuseet Umeå, Umeå, Schweden
- 1994: Landskrona Museum, Schweden
- 1994: Fotograficentrum, Örebro, Schweden
- 1994: Center for Contemporary Art, Schloss Ujazdowski, Warschau, Polen
- 1995: Varbergs Museum, Schweden
- 1995: International Center of Photography, New York City, USA
- 1997: Riga Photographic Museum, Lettland
- 1997: Norrtälje Konsthall, Schweden
- 1998: Galleri f48, Stockholm, Schweden
- 1998: Fotografisk Center, Kopenhagen, Dänemark
- 1998: Trollhättans Konsthall, Schweden
- 1999: Bohusläns Museum, Uddevalla, Schweden
- 1999: Galerie Vu, Paris, Frankreich
- 1999: Universität Straßburg, Frankreich
- 1999: Swedish Embassy, Tokio, Japan
- 2000: Sveaborg Artcenter, Helsinki, Finnland
- 2000: Galleri IFSAK, Istanbul, Türkei
- 2001: Image au Centre Festival, Bourges, Frankreich
- 2002: Arbetets Museum, Norrköping, Schweden
- 2002: Akademie der Künste (Berlin), Deutschland
- 2002: Museet for Fotokunst, Odense, Dänemark
- 2002: Kulturhuset (Stockholm), Schweden
- 2002: Home, Hasselblad Center, Göteborg, Schweden
- 2002: Galerie Vu, Paris, Frankreich
- 2003: Västerås Art Museum, Västerås, Schweden
- 2004: Moscow Photobiennale, Moskau, Russland
- 2004: Hembygd, Borås konstmuseum, Borås, Schweden
- 2004: Midlanda Konsthall, Timrå, Schweden
- 2004: Swedish Embassy, Washington, D.C., USA
- 2005: Reykjavík Museum of Photography, Reykjavík, Island
- 2006: Brändström & Stene Gallery, Stockholm, Schweden
- 2006: I Karlskrona, Installation in the city of Karlskrona, Schweden
- 2007: Open Eye Gallery, Liverpool, England
- 2007: Galleri Kontrast, Stockholm, Schweden
- 2007: Winter/Home, Moderna Museet, Stockholm, Schweden[3]

## Auszeichnungen
- 2003: PHE03 PHotoEspaña (bester Fotoband ex aequo für Home)
- 2004: World Press Photo (Kategorie "Arts and Entertainment: Stories")[4]
- 2008: Deutscher Fotobuchpreis für " I Love Boras!"